# Saxifraga nipponica
Saxifraga nipponica es una especie de planta fanerógama perteneciente a la familia Saxifragaceae, es nativa de Japón.

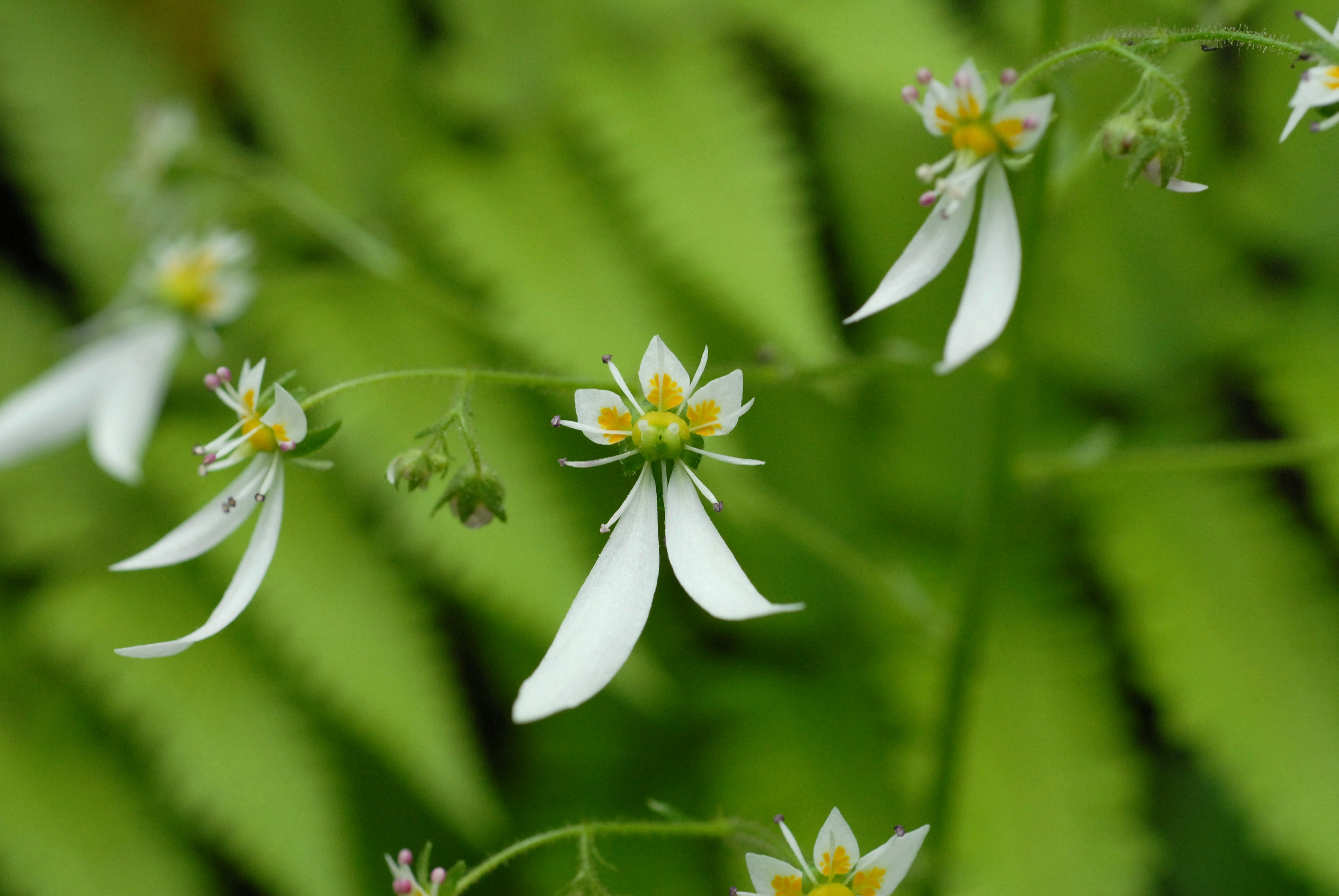
Flores

## Taxonomía
Saxifraga nipponica fue descrita por Tomitarō Makino y publicado en Bot. Mag. (Tokyo) 15: 10 1901.
Etimología
Saxifraga: nombre genérico que viene del latín saxum, ("piedra") y frangere, ("romper, quebrar"). Estas plantas se llaman así por su capacidad, según los antiguos, de romper las piedras con sus fuertes raíces. Así lo afirmaba Plinio, por ejemplo.
nipponica: epíteto geográfico que alude a su localización en Japón,
Sinonimia
- Saxifraga vernalis  Y. Jinuma[2]

Cultivar
- Saxifraga nipponica 'Pink Pagoda'